# 위크로스 디바 얼라이브
《위크로스 디바 얼라이브》(WIXOSS DIVA (A) LIVE)는 J.C.STAFF가 다카라토미와 협력하여 제작한 일본의 애니메이션이다. 애니메이션 작품 제5기로 2021년 1월 9일부터 3월 26일까지 방영되었다. 트레이딩 카드 게임 WIXOSS(위크로스)가 2014년 4월 26일 발매되었다.